# Heterolaophonte pauciseta
Heterolaophonte pauciseta är en kräftdjursart som först beskrevs av Lang 1836.  Heterolaophonte pauciseta ingår i släktet Heterolaophonte och familjen Laophontidae. Inga underarter finns listade i Catalogue of Life.